# Geely
Cet article possède un paronyme, voir Gely.
Geely (chinois : 吉利 汽车 ; pinyin : Jílì Qìchē) ou plus exactement Zhejiang Geely Holding Group est un groupe automobile chinois dont le siège est à Hangzhou, dans la province du Zhejiang, dans le sud-est de la Chine. Le groupe est fondé en 1986 par Li Shufu et est entré dans l'industrie automobile en 1997 avec sa marque Geely Auto. Il vend ses véhicules sous les marques Geely Auto, Lotus, Lynk & Co, Proton, Volvo et Smart. En 2018, le groupe a vendu plus de 1,5 million de voitures.
Le groupe Geely a effectué de nombreux rachats de constructeurs automobiles tels que Volvo Cars en 2010 auprès de Ford, le fabricant de taxis britannique The London Electric Vehicle Company en 2013 ou encore le constructeur automobile britannique Lotus Cars en 2017.
Les activités de ZGH sont divisées en cinq filiales : Geely Auto Group, qui comprend les marques Geely Auto, Lynk & Co, Proton et Lotus ; Volvo Car Group, qui comprend les marques Volvo Cars et Polestar ; Geely New Energy Commercial Vehicle Group, qui comprend les marques London Electric Vehicle Company et Yuan Cheng ; Geely Group (New Business), qui comprend les marques Caocao, Terrafugia, Qianjiang Motorcycle, Joma et d'autres nouvelles entreprises ; et Mitime Group, qui comprend notamment les activités dans le sport automobile et dans le tourisme.
Geely Automobile Holdings (en chinois : 汽车 ; pinyin : Jílì Qìchē), une filiale de Geely, est cotée à la bourse de Hong Kong et a intégré le 13 février 2017 l'indice Hang Seng.

## Histoire
Fils de riziculteurs, né à Taizhou, dans le Zhejiang, Li Shu Fu s'est investi très tôt dans les affaires. Au printemps 1980, Li Shu Fu a 17 ans et veut croire dans la libéralisation des affaires en Chine. C'est alors la démaoïsation de Deng Xiaoping. Li Shu Fu commence dans la photo, à partir d'un simple appareil acheté 100 yuans (9 €). Puis il se lance dans le recyclage des produits électroménagers et crée même en 1986 une usine de composants de réfrigérateurs et de congélateurs.
En 1989, ce sont les évènements de Tian'anmen, Li Shu Fu doute de la volonté du Parti de poursuivre les réformes économiques. D'autre part, Pékin décide d'un grand nettoyage de l'industrie de l'électroménager et ordonne la disparition de nombreux acteurs privés du secteur. Li Shu Fu abandonne, il se recycle dans les matériaux de construction, et enfin décide de se lancer dans l'automobile.
Le 8 août 1998 (le chiffre 8 désignant la prospérité dans la numérologie chinoise), Li Shu Fu présenta sa première voiture, la Merrie. Il s'agit d'une Xiali TJ7300 (elle-même dérivée de la Daihatsu Charade) redessinée et équipée d'une calandre imitant les voitures Mercedes-Benz Classe C. La première production de Geely sera de deux cents véhicules, appelés légalement minivans, cette année-là.
En 2001, Li Shu Fu obtient la licence de constructeur d'automobiles. La production en petite série démarre dans l'usine d'Hangzhou. En 2002, Geely achète JMStar avant de le rebaptiser Shanghai Maple (SMA).
En 2003, avec une production de 38 888 unités, Geely lance la Beauty Leopard, premier coupé chinois, conçu par Daewoo et dont l'équipement propose un karaoké embarqué. En 2004, la production atteint 97 600 unités. Geely est le huitième constructeur de Chine.

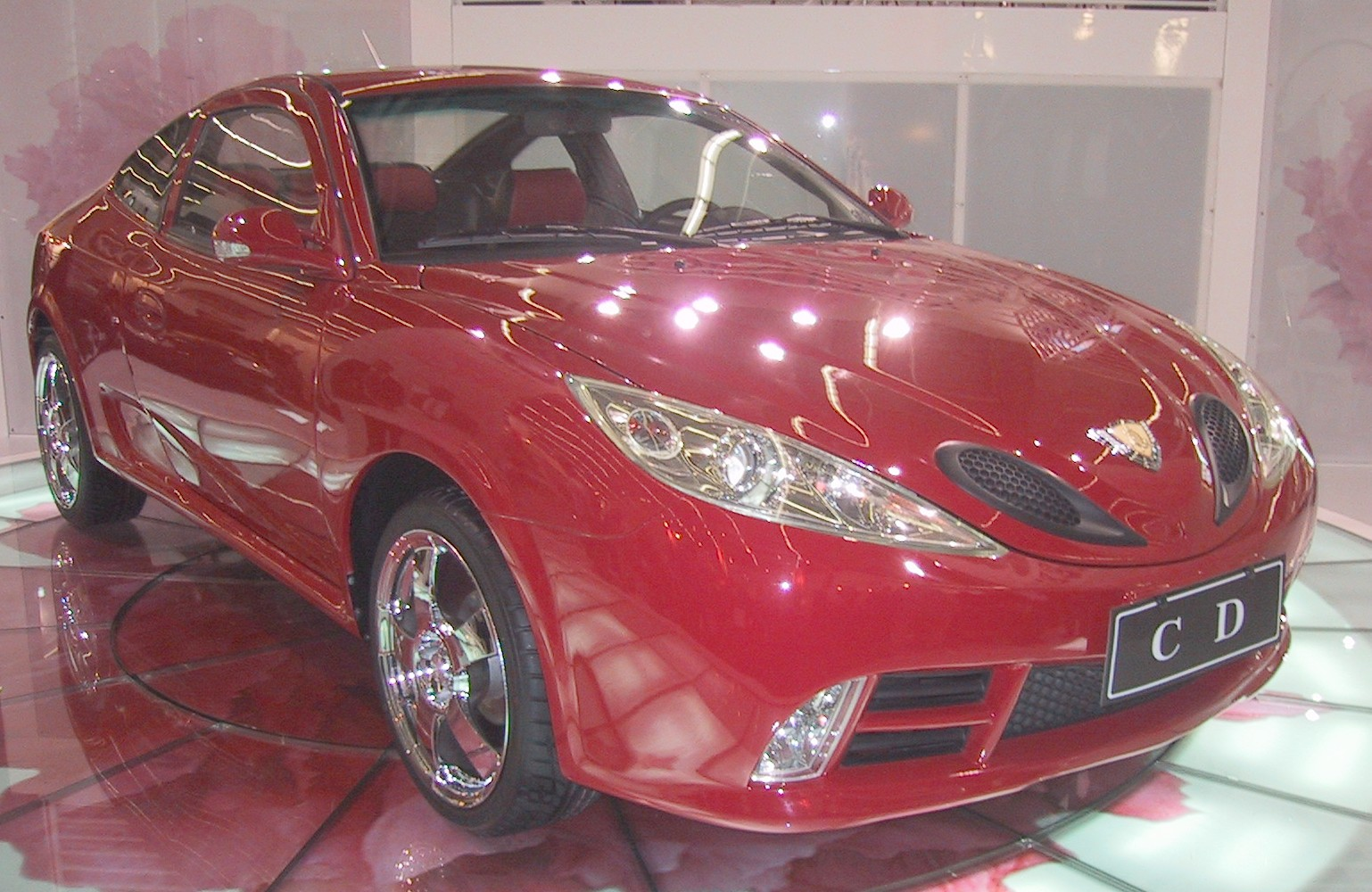
Geely China Dragon au salon de Francfort 2005.

En 2005, le groupe lance la berline CK-1, également étudiée par Daewoo, et son premier break, qui porte la désignation administrative HQ7130. Geely expose au salon de Francfort, où il est, avec Landwind, le premier constructeur chinois présent.
En 2006, Li Shu Fu et le président de la Fédération chinoise du sport automobile présentent l'Asian Formula Geely (AGF). C'est une coupe monoplace monotype censée permettre aux meilleurs pilotes chinois d'accéder à la formule 1. Lors de la présentation, la monoplace était une formule Campus repeinte. Les voitures utilisées en course sont des Van Diemen équipées de moteurs Geely.
En 2007, la production atteint 219 512 unités. Geely tombe au neuvième rang parmi les constructeurs chinois et Chery le dépasse comme premier constructeur à part entière.
En 2008, la production passe la barre des 230 420 unités. Geely lance sa citadine Panda et son taxi TX4, construit en collaboration avec London Taxi International dans l'usine SMA.
En 2009, Geely est le premier constructeur privé de Chine, avec une production de 330 000 véhicules dont 20 000 vendus en Russie, en Ukraine et en Indonésie. Le gros des ventes est assuré par la CK, un modèle bas de gamme. Ses principaux concurrents sont ses compatriotes FAW, SAIC ou Dongfeng, qui fabriquent en joint-venture des voitures de marques étrangères (Volkswagen, General Motors...). Geely présente la très controversée GE au salon de Shanghaï. Cette voiture, reposant sur une base de taxi TX4, est clairement une copie de la Rolls-Royce Phantom contemporaine. Par ailleurs, toujours en 2009, Geely décide de scinder sa gamme en trois marques : Gleagle (contraction de « Global Eagle », « Aigle mondial », pour les modèles bon marché), Emgrand (contraction de « Emperor is grand », « l'Empereur est grand », milieu de gamme) et Shanghai Englon (contraction de « England London », « Angleterre Londres », premium).

Ancien logo de Geely.

En décembre 2009, la vente de Volvo Cars, filiale suédoise du groupe Ford, à Geely Automobile, est annoncée pour un montant de 1,8 milliard de dollars. La transaction est signée le dimanche 28 mars 2010 au siège de Volvo, à Göteborg, entre Lewis Booth, directeur financier de Ford, et Li Shufu. Geely devient propriétaire de Volvo Cars le 2 août 2010. Cet événement, le rachat d'un constructeur européen historique doté d'une bonne image de marque et d'une implantation de longue date sur son continent d'origine et aux États-Unis, donne au groupe chinois une nouvelle envergure sur la scène internationale.
En février 2013, Geely rachète London Taxi International.
En 2014, le groupe enterre ses trois marques (Gleagle, Englon et Emgrand), regroupant à nouveau tous ses modèles sous le nom de Geely. Certains modèles conservent cependant les logos des marques disparues jusqu'à la fin de leur production.
En mai 2017, Geely acquiert une participation de 49,9 % dans Proton, constructeur automobile malaisien, et une autre de 51 % dans Lotus, constructeur anglais de voitures de sport.
En juillet 2017, Geely annonce le rachat de la start-up américaine Terrafugia, spécialiste des voitures volantes, en vue de les commercialiser dès 2019. En décembre, le groupe prend également une participation minoritaire de 8,2 %, lui donnant droit à 15,6 % des droits de votes, dans AB Volvo pour 3,25 milliards d'euros.
Le 23 février 2018, Geely rachète 9,69 % des actions du groupe Daimler AG pour un total de 7,2 milliards et devient le plus gros actionnaire du groupe allemand.

### Partenariat avec Renault
En août 2021, Geely et Renault annoncent un accord de partenariat pour vendre sur le territoire chinois des véhicules hybrides sous la marque Renault, produits par Geely mais commercialisés par l'entreprise française,. Ce rapprochement se poursuit avec l'annonce, en novembre 2022, d'un partenariat de plus grande envergure : la création d'une joint-venture regroupant les activités des deux constructeurs relatives aux moteurs thermiques (développement, production et vente), dans un but de partage des coûts. La nouvelle entreprise, nommée Horse, a Renault et Geely comme clients naturels, mais se destine plus largement à un rôle de fournisseur de moteurs au niveau mondial.
Le 17 février 2025, les deux entreprises signent un accord-cadre pour produire et commercialiser des véhicules au Brésil.
En mai 2025, Geely annonce l'acquisition de la participation de 34,3 % qu'il ne détient pas dans Zeekr pour 2,2 milliards de dollars.

## Lieux de production
- Assemblage
  - Uruguay
  - Égypte[33]

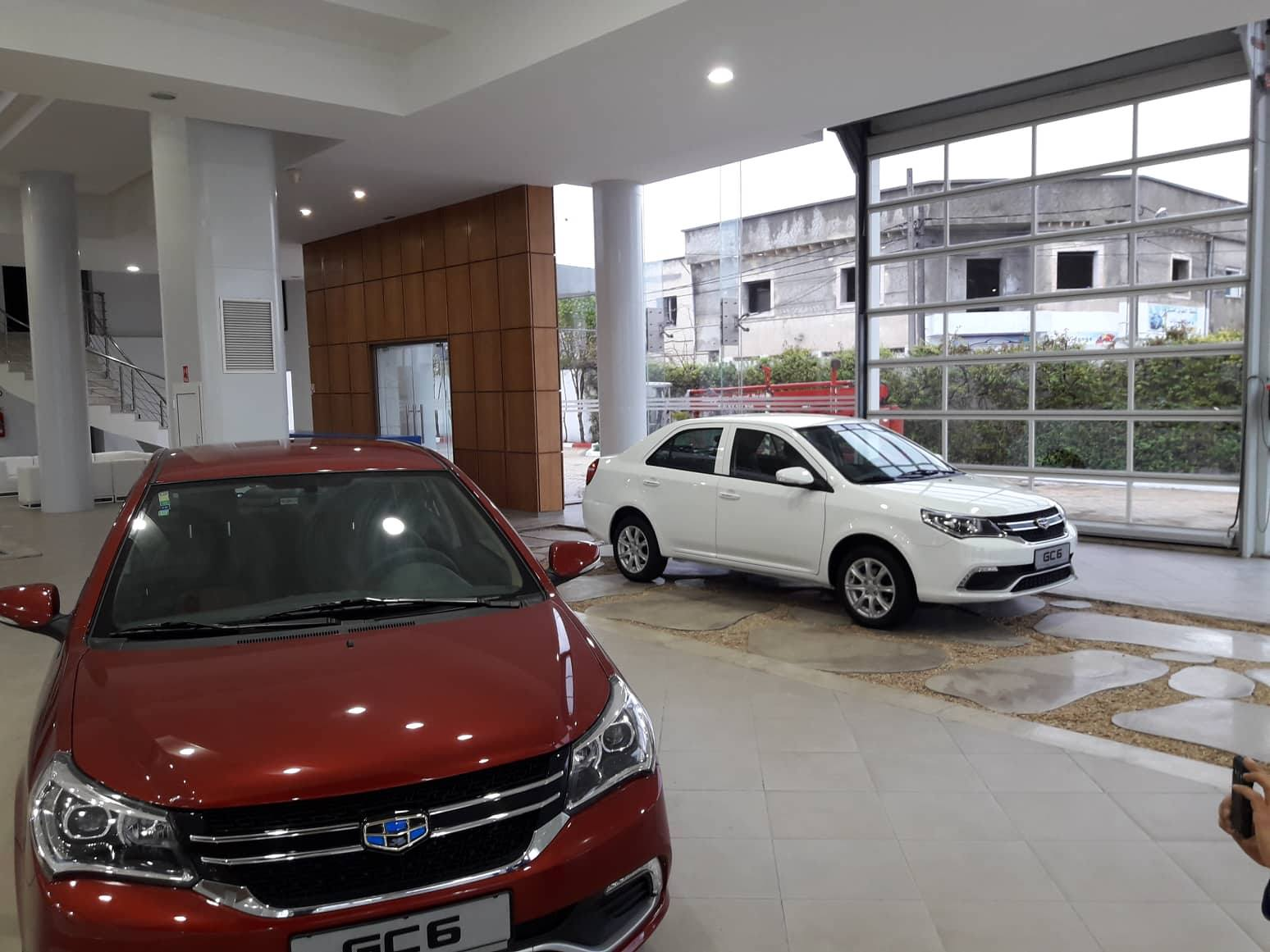
Geely GC6 exposés en Tunisie.

  - Éthiopie : avec Mesfin Industrial Engineering (MIE), ils ont fondé une coentreprise qui s'appelle Geely Addis.
  - Biélorussie : avec une usine ouverte en 2017 à Borisov[34].
  - Tunisie : Assemblage en 2019 en CKD de la Berline GC6, chez Medicars-Groupe Zouari à Sousse [35]
  - Ouganda[33]

## Export
- 2013 : Arrivée officielle au Brésil
- 2016 : Arrivée officielle en Argentine[36]
- 2021 : Arrivée officielle en Nouvelle Calédonie
- 2023 : Arrivée officielle en Algérie[37]

## Modèles

### Gamme actuelle
- Geely Vision : berline 4 portes.
- Geely Emgrand : berline 4 portes, existe en version hybride rechargeable et électrique.
- Geely Emgrand GL : berline 4 portes, existe en version hybride rechargeable.
- Geely Binrui : berline 4 portes.
- Geely Xingrui : berline 4 portes, sur la plateforme Volvo CMA.
- Geely Borui : berline 4 portes haut de gamme.
- Geely Borui GE : berline 4 portes, existe en deux versions : hybride légère et hybride rechargeable.
- Geely Jiaji : monospace.
- Geely Vision X3 (en) : SUV.
- Geely Emgrand GS : SUV compact, existe en version électrique.
- Geely Icon : SUV compact
- Geely Binyue : SUV compact, existe en version hybride rechargeable.
- Geely Vision X6 : SUV compact.
- Geely Boyue : SUV compact.
- Geely Boyue Pro : SUV compact.
- Geely Tugella (anciennement Xingyue) : SUV coupé, sur la plateforme Volvo CMA.
- Geely Xingyue L : SUV 7 places, sur la plateforme Volvo CMA.
- Geely Haoyue : grand SUV 7 places.

### Anciens modèles
- Geely Haoqing (1998-)[38] : premier modèle de la marque.
- Geely Merrie
- Geely LC-Panda
- Geely MK2
- Geely CK
- Geely MK
- Geely Beauty Leopard : coupé.
- Geely China Dragon : coupé.
- Geely King Kong : berline compacte 4 portes.
- Geely Vision X1 : SUV urbain.
- Geely Vision S1 : SUV.

### Modèles Emgrand / Englon / Gleagle (2009-2014)
Geely a créé en 2009 quatre nouvelles marques adaptées à différents segments du marché :
Emgrand
- Emgrand EC7 / EC7 RV
- Emgrand EC8
- Emgrand EX9

Englon
- Englon SC3
- Englon King Kong
- Englon Jinying
- Englon SC5/SC5-RV
- Englon SC6
- Englon SC7
- Englon TX4
- Englon SX7

Gleagle
- Gleagle GC2
- Gleagle Freecruiser
- Gleagle GX2
- Gleagle GC3
- Gleagle GC6
- Gleagle GC7
- Gleagle GV5
- Gleagle Vision

### Modèles Maple
Geely Maple sous le nom de Shanghai Maple Automobile, marque rachetée par Geely dans les années 2000.
- Maple Marindo
- Maple Hisoon
- Maple Hysoul

### Modèles Smart
- Smart #1
- Smart #3

## Récompenses
- Chine Voiture de l'année 2016 pour le modèle Borui

## Autres activités
Le constructeur a annoncé en 2015 qu'il va investir 45,5 millions de dollars sur trois ans dans l'entreprise islandaise Carbon Recycling International afin de « collaborer en vue du déploiement en Chine des techniques de production de carburants au méthanol renouvelable, et de véhicules roulant à 100 % au méthanol en Chine, en Islande et dans d'autres pays ».